# Drassodella
Drassodella es un género de arañas araneomorfas de la familia Gallieniellidae. Se encuentra en Brasil y Argentina.

## Lista de especies
Según The World Spider Catalog 12.0:
- Drassodella melana Tucker, 1923
- Drassodella purcelli Tucker, 1923
- Drassodella quinquelabecula Tucker, 1923
- Drassodella salisburyi Hewitt, 1916
- Drassodella septemmaculata (Strand, 1909)
- Drassodella tenebrosa Lawrence, 1938
- Drassodella vasivulva Tucker, 1923